# Stefan Kaskel
Stefan Kaskel (* 24. Februar 1969 in Bonn) ist ein deutscher Chemiker.

## Leben
Stefan Kaskel studierte von 1990 bis 1995 Chemie an der Eberhard-Karls-Universität Tübingen. Seine Diplomarbeit schrieb er 1995 zu dem Thema: „Versuche zur Darstellung von Nitridfluoriden der Elemente Wolfram und Mangan“ bei Joachim Strähle. Am Ende seines Studiums promovierte er zu dem Thema: „In situ-Pulverdiffraktometrie zur Untersuchung von Ammonolyse und Hydrolysereaktionen“ wiederum bei Strähle mit summa cum laude. Für diese Dissertation erhielt er 1997 den Young Scientist Award der European Powder Diffraction Conference in Parma, Italien.
Von 1998 bis 2000 untersuchte er im Rahmen des Feodor Lynen-Stipendium der Alexander von Humboldt-Stiftung die „Synthese, Struktur und Bindungsverhältnisse in anionischen Clustern der schweren Triele Gallium, Indium und Thallium“ am Ames Laboratory des US-Energieministeriums (DOE) und der Iowa State University in Ames, Iowa.
Danach habilitierte er bis 2003 zu dem Thema: „Design und Funktion neuartiger poröser Materialien“ am Max-Planck-Institut für Kohlenforschung in Mülheim an der Ruhr und der Ruhr-Universität Bochum bei Ferdi Schüth. Währenddessen arbeitete er auch als Gruppenleiter am Max-Planck-Institut für Kohlenforschung und bekam 2002 den BMBF-Nachwuchspreis in Nanotechnologie. Seit dem 1. Juni 2004 hat er den Lehrstuhl für Anorganische Chemie I (C4-Professur) an der TU Dresden inne. Er ist Mitherausgeber des Journal of Nanoscience and Nanotechnology, Mitglied der GDCh sowie der American Chemical Society.
Für 2016 wurde ihm der JSPS Award der Japan Society for the Promotion of Science zugesprochen. 2025 wurde er zum korrespondierenden Mitglied der Niedersächsischen Akademie der Wissenschaften zu Göttingen gewählt.

### Forschungsinteressen
- Entwicklung neuer molekularer Precursoren
- Poröse Materialien: Synthese, Charakterisierung und Verwendung
- Anorganische Nanopartikel
- Nanokomposite und Hybridmaterialien
- Heterogene Katalyse
- Methoden: Einkristall-Röntgenstrukturanalyse, Pulverdiffraktometrie, Adsorption, Mikroskopie, dynamische Lichtstreuung

## Publikationen
- S. Kaskel: In-situ-Pulverdiffraktometrie zur Untersuchung von Ammonolyse- und Hydrolysereaktionen, Univ. Tübingen, Dissertation, 1997.
- S. Kaskel: Porous Metal-Organic Frameworks in Handbook of Porous Solids, F. Schüth, K. S. W. Sing, J. Weitkamp (Ed.), Wiley-VCH, Weinheim, 2002, 1190–1249.
- P. Llewellyn, S. Kaskel: Miscellaneous Solids in Handbook of Porous Solids, F. Schüth, K. S. W. Sing, J. Weitkamp (Ed.), Wiley-VCH, Weinheim, 2002, 2063–2086.